# Junior Malanda
Bernard Malanda-Adje, znany jako Junior Malanda (ur. 28 sierpnia 1994, zm. 10 stycznia 2015 w Porta Westfalica) – belgijski piłkarz, który występował na pozycji pomocnika.

## Kariera klubowa
Wychowanek Anderlechtu i Lille OSC. W 2011 roku rozpoczął karierę piłkarską w drugiej drużynie Lille. 7 lipca 2012 roku 17-letni piłkarz wrócił do Belgii, podpisując trzyletni kontrakt z Zulte Waregem. Od sierpnia 2013 zawodnik VfL Wolfsburga. W pierwszym sezonie rozegrał 7 meczów ligowych, a w sezonie 2014/15 kolejne 10 meczów ligowych, w zespole wicelidera Bundesligi.

## Kariera reprezentacyjna
Zagrał w 15 spotkaniach reprezentacji Belgii U-21. 

## Śmierć
10 stycznia 2015 roku o godzinie 15:25 czasu środkowoeuropejskiego Malanda jechał na tylnym siedzeniu Volkswagena Touarega na autostradzie A2 w pobliżu miasta Porta Westfalica w północnych Niemczech, aby zdążyć na lot do RPA na obóz szkoleniowy. Najwyraźniej bez wpływu z zewnątrz samochód pokonał barierkę na poboczu drogi, uderzył w drzewo i kilkakrotnie przewrócił się, a Malanda został katapultowany z tylnego siedzenia samochodu. Policja potwierdziła, że Malanda nie miał zapiętych pasów bezpieczeństwa w czasie wypadku, w wyniku czego został wyrzucony do przodu podczas zderzenia i natychmiast zmarł, co stwierdziła karetka pogotowia na miejscu zdarzenia. 2 lipca 2015 Wolfsburg zdecydował się zastrzec numer 19, który nosił.